# Наум Филев
Наум А. Филев е български просветен деец и революционер от ΧΙΧ век.

## Биография
Наум Филев е роден в град Охрид, тогава в Османската империя. Става гръцки учител в града в средата на XIX век. В 1870 –  1871 година преподава в Битоля. Филев участва в Охридското съзаклятие и при разкритието на заговора през пролетта на 1881 година е арестуван от османските власти. Осъден е на пет години затовор в крепост.
Синът му Фильо Николов Филев е деец на Вътрешната македоно-одринска революционна организация.